# Plistospilota insignis
Plistospilota insignis es una especie de mantis de la familia Mantidae.

## Distribución geográfica
Se encuentra en Camerún.